# Телюга тиморська
Телюга тиморська (Sphecotheres viridis) — вид співочих птахів родини вивільгових (Oriolidae).

## Поширення
Вид поширений на острові Тимор та сусідньому острівці Роті. Живе у тропічних вологгих лісах та рідколіссях і мангрових лісах.

## Опис
Птах завдовжки 26-29 см, вагою 75-80 г. Присутній статевий диморфізм. Самці мають оливково-зелене оперення, чорну голову та яскраво-червону неоперену лицьову маску. Самиці зверху тьмяно-коричневі, знизу білі з чіткими темними смугами. У них сірувата лицьова маска та сірувато-чорний дзьоб.

## Спосіб життя
Трапляється поодинці, парами або невелики зграйками у кронах дерев. Живиться плодами, переважно фікуса.